# Andrea Way
Andrea Way (San Francisco, 1949) is een Amerikaans kunstenaar die in Washington, D.C. woont en werkt.
Haar werk maakt permanent deel uit van de collecties van onder andere de Phillips Collection, het Smithsonian American Art Museum, het Cleveland Museum of Art, de Corcoran Gallery of Art en het Hirshhorn Museum & Sculpture Garden. 
De Marsha Mateyka Gallery in Washington, D.C. is de belangrijkste tentoonstellingsruimte voor het werk van Andrea Way.